# La Orotava (Gerichtsbezirk)
Der Gerichtsbezirk La Orotava ist einer der zwölf Gerichtsbezirke in der Provinz Santa Cruz de Tenerife.
Der Bezirk umfasst 6 Gemeinden auf einer Fläche von 340,13 km² mit dem Hauptquartier in La Orotava.

## Gemeinden
| Gemeinde                  | Einwohner (2024) | Fläche km² | Dichte Einw./km² | Cod INE | Postleitzahl              |
| ------------------------- | ---------------- | ---------- | ---------------- | ------- | ------------------------- |
| La Matanza de Acentejo    | 9.160            | 14,11      | 649              | 38025   | 38370, 38379              |
| La Orotava                | 42.585           | 207,31     | 205              | 38026   | 38315, 38300, 38310–38313 |
| Los Realejos              | 37.522           | 57,09      | 657              | 38031   | 38410, 38412–38418        |
| San Juan de la Rambla     | 4.904            | 20,67      | 237              | 38034   | 38420, 38428, 38429       |
| Santa Úrsula              | 15.386           | 22,59      | 681              | 38039   | 38390, 38398, 38399       |
| La Victoria de Acentejo   | 9.313            | 18,36      | 507              | 38051   | 38380, 38389              |
| Gerichtsbezirk La Orotava | 77.586           | 340,13     | 228              | –       | –                         |